# Edgar Speyer
Edgar Speyer, baronet (Nueva York, 7 de septiembre de 1862 - Berlín, 16 de febrero de 1932) fue un financiero estadounidense. Se hizo ciudadano británico en 1892, y fue presidente del directorio de Speyer Brothers, la rama británica de la casa financiera internacional de su familia. También fue presidente de la Compañía de Trenes Eléctricos Subterráneos de Londres (conocida como UERL por su siglas en inglés), antecesora del Metro de Londres de 1906 a 1915, un período durante el cual la compañía construyó tres líneas del metro, electrificó una cuarta y tomó dos más. 
Speyer fue un mecenas de la música, así como amigo de varios importantes compositores incluyendo a Edward Elgar, Richard Strauss y Claude Debussy. Fue presidente de la Sociedad de Música Clásica por diez años, y fue fundador de los Conciertos Promenade, entre 1902 y 1914. Sus actividades caritativas no relacionadas con la música, incluyen ser el tesorero honorario del fondo para la Expedición Terra Nova o expedición Antártica. Por su filantropía fue hecho baronet en 1906 y luego consejero privado del rey en 1909. 
Luego del inicio de la Primera Guerra Mundial se convirtió en objeto de ataques antialemanes en la prensa. En 1915 ofreció renunciar al consejo privado de la Reina así como a su estatus de baronet, pero el primer ministro rechazó la oferta. Es por ello que renunció como director de la Compañía de Trenes Eléctricos Subterráneos y regresó a los Estados Unidos. En 1921, el gobierno británico investigó las acusaciones de que Speyer había hecho tratos con el enemigo durante la guerra, y había participado en otras actividades incompatibles con su estatus de ciudadano británico. Speyer negó los cargos, pero su nacionalidad británica fue revocada y fue retirado del consejo privado del rey.

## Vida hasta 1914

### Familia
Speyer nación el 7 de septiembre de 1862 en Nueva York, fue el segundo hijo del matrimonio compuesto por Gustavus Speyer y Sophia Speyer (cuyo apellido de soltera era Rubino) quienes eran alemanes judíos procedentes de Fráncfort del Meno. Su padre fue un banquero internacional con negocios en Fráncfort del Meno, Nueva York y Londres . Speyer fue educado en el "Gymnasium", una escuela para estudiantes destacados, en Fráncfort del Meno. El 10 de febrero de 1902, en Hamburgo, Speyer se casó con la violinista estadounidense Leonora von Stosch, el matrimonio se realizó en la iglesia anglicana en Hamburgo. Se conocieron en un concierto de  Maude Valerie White, en el que Leonora tocó. Tuvieron tres hijas : Pamela, Leonora y Vivien Claire.

### Negocios
En 1894, Speyer se convirtió en socio de todos los negocios de su padres. Primero tomó control de la oficina de Fráncfort del Meno, antes de hacerlo con la de Londres, Speyer Brothers, en 1887. Su hermano mayor, James, obtuvo la sede de la compañía en Nueva York . La firma se especializó en el arbitraje entre Europa y Estados Unidos, y en financiamiento de proyectos de ferrocarriles. El 29 de febrero de 1892, Speyer se convirtió en ciudadano británico.

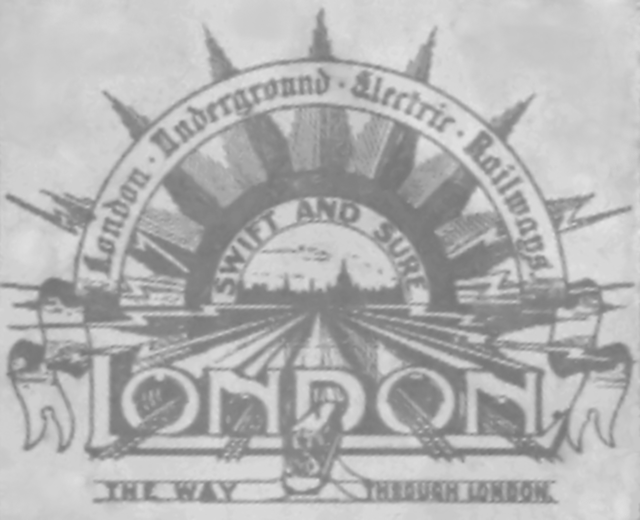
Logo de la Compañía de Trenes Eléctricos Subterráneos de Londres, 1908.

La participación de la compañía de Speyer en los proyectos ferroviarios, puso a Speyer en contacto con el estadounidense Charles Yerkes, en 1900. Yerkes había sido uno de los líderes del desarrollo urbanístico en Chicago, y fue a Londres para capitalizar las oportunidades que traía el nuevo "tren subterraneo". Speyer y Yerkes dirigieron un consorcio internacional de inversionistas involucrados en la construcción de tres líneas del metro de Londres, y en la electrificación de una cuarta.
Con Yerkes como director la Compañía de Trenes Eléctrico Subterráneos, fue establecida en 1902 y fue capitalizada en 5 millones de libras esterlinas . La mayor parte de las acciones de la compañía fue vendida a inversores extranjeros. La emisión de bonos y acciones continuó, y para 1903 la compañía ya valía 18 millones de libras. Yerkes falleció en 1905 y le dejó la dirección de la compañía a Speyer.